# Феліче Берардо
Феліче Берардо (італ. Felice Berardo, * 6 липня 1888, Турин — † 12 грудня 1956, Турин) — італійський футболіст, півзахисник, нападник.
Насамперед відомий виступами за клуби «Про Верчеллі» та «Торіно», а також національну збірну Італії.
Триразовий чемпіон Італії. 

## Клубна кар'єра
У дорослому футболі дебютував 1909 року виступами за команду клубу «П'ємонте», в якій провів два сезони 
Своєю грою за цю команду привернув увагу представників тренерського штабу клубу «Про Верчеллі», до складу якого приєднався 1911 року. Відіграв за команду з міста Верчеллі наступні три сезони своєї ігрової кар'єри. У складі «Про Верчеллі» був одним з головних бомбардирів команди, маючи середню результативність на рівні 0,37 голу за гру першості. За цей час двічі виборював титул чемпіона Італії.
Згодом з 1914 по 1921 рік грав у складі команд клубів «Дженоа» та «УС Торінезе». Протягом цих років додав до переліку своїх трофеїв ще один титул чемпіона Італії (в складі «Дженоа»).
1921 року перейшов до клубу «Торіно», за який відіграв 3 сезони. Завершив кар'єру футболіста виступами за команду «Торіно» у 1924 році.

## Виступи за збірну
1911 року дебютував в офіційних матчах у складі національної збірної Італії. Протягом кар'єри у національній команді, яка тривала 10 років, провів у формі головної команди країни лише 14 матчів, забивши 2 голи. У складі збірної був учасником  футбольного турніру на Олімпійських іграх 1912 року у Стокгольмі.
| Дата       | Місто        | Господарі | Результат | Гості     | Турнір           | Голи | Примітки |
| ---------- | ------------ | --------- | --------- | --------- | ---------------- | ---- | -------- |
| 06/01/1911 | Мілан        | Італія    | 0 – 1     | Угорщина  | товариський матч | -    |          |
| 07/05/1911 | Мілан        | Італія    | 2 – 2     | Швейцарія | товариський матч | -    |          |
| 21/05/1911 | Ла-Шо-Де-Фон | Швейцарія | 3 – 0     | Італія    | товариський матч | -    |          |
| 17/03/1912 | Турин        | Італія    | 3 – 4     | Франція   | товариський матч | -    |          |
| 29/06/1912 | Стокгольм    | Фінляндія | 3 – 2     | Італія    | ОІ 1912          | -    |          |
| 01/07/1912 | Стокгольм    | Швеція    | 0 – 1     | Італія    | ОІ 1912          | -    |          |
| 03/07/1912 | Стокгольм    | Австрія   | 5 – 1     | Італія    | ОІ 1912          | 1    |          |
| 01/05/1913 | Турин        | Італія    | 1 – 0     | Бельгія   | товариський матч | -    |          |
| 15/07/1913 | Відень       | Австрія   | 2 – 0     | Італія    | товариський матч | -    |          |
| 11/01/1914 | Мілан        | Італія    | 0 – 0     | Австрія   | товариський матч | -    |          |
| 29/03/1914 | Турин        | Італія    | 2 – 0     | Франція   | товариський матч | 1    |          |
| 17/05/1914 | Берн         | Швейцарія | 0 – 1     | Італія    | товариський матч | -    |          |
| 31/01/1915 | Турин        | Італія    | 3 – 1     | Швейцарія | товариський матч | -    |          |
| 18/01/1920 | Мілан        | Італія    | 9 – 4     | Франція   | товариський матч | -    |          |
| Усього     |              | Матчів    | 14        |           | Голів            | 2    |          |

## Титули і досягнення
- Чемпіон Італії (3):

«Про Верчеллі»:  1911–12, 1912–13
«Дженоа»:  1914–15